# Pod dachami Paryża
Pod dachami Paryża (fr. Sous les toits de Paris) – francuski film fabularny z 1930 roku w reżyserii René Claira. Prawdopodobnie pierwsza komedia muzyczna wyprodukowana we Francji (aczkolwiek temat filmu różni go od typowych produkcji tego gatunku) i pierwszy dźwiękowy film francuski, który odniósł wielki sukces międzynarodowy.

## Fabuła
Akcja filmu rozpoczyna się w proletariackiej dzielnicy Paryża, Albert, mieszkający na poddaszu uliczny śpiewak bez grosza spotyka piękna rumuńską dziewczynę Polę i zakochuje się w niej od pierwszego wejrzenia; nie jest jednak sam, jego najlepszy przyjaciel Louis i typ spod ciemnej gwiazdy Fred są nią również zauroczeni. Pewnego wieczoru Fred kradnie klucz do mieszkania Poli. Czując niebezpieczeństwo Pola decyduje się nie wracać na noc do domu. Ten wieczór spędza z Albertem który niechętnie pozostając dżentelmenem zasypia na podłodze ustępując Poli swe łóżko. Po niedługim czasie Pola i Albert decydują się na małżeństwo. Jednak los ma inne plany. Złodziejaszek Émile podrzuca do mieszkania Alberta swój łup, który wkrótce odnajduje policja. Albert dostaje się do więzienia. Pola znajduje pocieszenie w przyjacielu Alberta – Louisie. Jakiś czas później Émile zostaje przyłapany. Przyznaje się, że Albert nigdy nie był jego wspólnikiem, tym samym zwraca mu wolność. Podczas pobytu Alberta w więzieniu Fred wraca do Poli, wkrótce dowiaduje się o zwolnieniu Alberta i ze złości prowokuje walkę na noże. Louis przychodzi Albertowi z pomocą, jednak przyjaźń ich jest przesłonięta świadomością uczuć jakimi obydwoje darzą Polę. Sytuację rozstrzyga Albert decydując oddać Polę Louisowi.